# Hédile
Hédile (en griego antiguo: Ἥδυλη ‘suavecita’) fue una poetisa griega del siglo IV a. C. La conocemos solo por una cita en la obra de Ateneo Banquete de los eruditos. Según Ateneo, Hédile era hija de una poetisa ática llamada Mosquine, que por lo demás es desconocida, y madre de Hédilo, otro poeta. Hédile probablemnete era ateniense como su madre.
El único fragmento conservado de la poesía de Hédile consiste en dos dísticos y medio de su poema elegíaco Escila, citado por Ateneo. Duncan Lowe sostiene que la versión del mito de Escila de Hédile fue la inspiración para la versión narrada en Las metamorfosis del poeta latino Ovidio.